# Soltau
Soltau (pronunciación en alemán: /ˈzɔltaʊ̯/ⓘ) es un municipio situado en el distrito de Heide, en el estado federado de Baja Sajonia (Alemania). Su población estimada a finales de 2016 era de 21 324 habitantes. Es muy conocida por sus atracciones turísticas Heide Park y la Soltau Therme.
Se encuentra ubicado a poca distancia al este de Bremen, y al norte de Hannover, la capital del estado.

## Historia
El nombre de Soltau se refiere a los yacimentos de sal (sol) en la llanura cerca de la ciudad y a la corriente (au) que fluye por la ciudad. El documento más antiguo que menciona Soltau como un municipio bajo el nombre Curtis Salta fue redactado en 937. La extracción de sal era una importante fuente de ingresos para los habitantes. Los privilegios y el título oficial de una "ciudad" fueron otorgados ya en 1388. Después de la inauguración de la línea ferroviaria Heidebahn entre Hanover y Hamburgo en 1896 Soltau experimentó otro auge económico. 

## Lugares de interés
Soltau no cuenta con una verdadera Plaza de Mercado con un ayuntamiento y una iglesia grande como la mayoría de las ciudades alemanas. Se estima que la calle principal, la Marktstraße de hoy cuyo nombre significa Calle del Mercado, sirvió siempre de mercado.
La Alcaldía histórica fue construida en 1825 cuando Soltau tenía aproximadamente 1000 habitantes. La nueva Alcaldía fue inaugurada detrás del edificio histórico en 1981. En frente se ubica el Spielmuseum (Museo de Juguetes) en un edificio de madera construido en 1830 que fue aumentado entre 1996 y 1999. En 2002, una casa con entramado de madera construida en 1830 y renovada en 1988 fue convertida en el Museum Soltau que se dedica a la historia de la ciudad. El Soltauer Salzmuseum (Museo del Sal) en uno de los edificios más antiguos de la ciudad se dedica a la historia de la minería de sal y a la elaboración de la materia prima en Soltau. En la plaza Hagen se ubican varias casas con entramado de madera así como el edificio Bürgermeisterhaus, la casa más antigua de Soltau construida en 1599.
El campanario de la iglesia St. Johanniskirche (Iglesia de San Juan) consagrada en 1755 es la marca distinctiva de Soltau. La iglesia fue destruida por un incendio en 1906, reconstruida en un estilo neobarroco e inaugurada en 1908. La iglesia católica St. Marienkirche cuenta con un campanario de 1902 y con una nave moderna de 1975.
En Wolterdingen, un municipio que fue encorporado en Soltau en 1974, se ubica la iglesia Heilig Geist Kirche con un campanario de madera construido en 1799. El documento más antiguo que menciona la iglesia fue redactado en 1396. La iglesia construida de ladrillo en el estilo gótico tardío cuenta con una pila bautismal de bronce de 1470 y con altar creado en la Edad Media. Durante las obras de restauración de la iglesia entre 1998 y 2001 fue descubierta una pintura mural de la época gótica.
El Heide Park, parque temático cerca de Soltau, ocupa una superficie de 85 hectáreas y es uno de los parques de atracciones más grandes de Alemania.